# Aloe hendrickxii
Aloe hendrickxii é uma espécie de liliopsida do gênero Aloe, pertencente à família Asphodelaceae.